# Любов, смерть і роботи
«Любов, смерть і роботи» (англ. Love, Death & Robots, у титрах «LOVE DEATH + ROBOTS») — американський анімаційний телесеріал-антологія для дорослих. Цей серіал-антологія є переосмисленням та перезапуском анімаційного науково-фантастичного фільму-антології «Важкий метал» 1981 року. Серіал спродюсували Девід Фінчер і Тім Міллер. Кожен епізод в антології був створений різними анімаційними студіями.
Перший сезон складався з 18 серій й став доступний глядачам потокового сервісу Netflix 15 лютого 2019 року. Другий сезон став доступний глядачам Netflix 14 травня 2021 року. Третій сезон випустили у 2022 році. Четвертий сезон «Любов, смерть + роботи» вийшов на Netflix 15 травня 2025 року.

## Задум
Анімаційний серіал-антологія «Любов, смерть і роботи» складається з кількох сюжетно не поєднаних епізодів, тривалість від 4 до 18 хвилин. Кожен епізод створених різними творцями, хоча деякі епізоди мають однакових творців. Назва серіалу стосується тематичного зв'язку кожного епізоду з трьома темами згаданими у назві: коханням, смертю та роботами, хоча не кожен епізод містить усі три елементи.

## Виробництво

### Розробка
Ідея антології виникла наприкінці 2000-х років, коли Девід Фінчер і Тім Міллер вирішили зробити ремейк фільму 1981 року «Важкий метал». Анонсований у 2008 році, проєкт повинен був створюватися Paramount Pictures, хоча Фінчер і Міллер мали проблеми з отриманням фінансування, необхідного для проєкту. Спочатку планувалося створити фільм із бюджетом близько 50 мільйонів доларів, у якому брало участь кілька режисерів, кожен з яких знімав би різні сегменти, а студія Blur займалася анімацією. До складу режисерів увійшли Міллер, Фінчер, Джеймс Кемерон, Зак Снайдер, Кевін Істмен, Гор Вербінскі, Ґільєрмо дель Торо, Марк Осборн, Джефф Фаулер і Роб Зомбі. Планувалося, що фільм матиме понад 8 або 9 сегментів і матиме рейтинг R, як оригінальний «Важкий метал». 14 липня 2008 року виробництво фільму припинили за рішенням Paramount Pictures. Декілька кіностудій вважали фільм «надто ризикованим для масової авдиторії».
У липні 2011 року на виставці Comic-Con було оголошено, що режисер Роберт Родрігес придбав права на новий фільм «Важкий метал» і планує виробляти його на новій студії Quick Draw Studios. 11 березня 2014 року, після створення власної телевізійної мережі El Rey, Родрігес вирішив замість цього розробити телесеріал. Серіал отримав назву «Любов, смерть і роботи». Очікувалося, що він складатиметься з 18 епізодів тривалістю від 5 до 15 хвилин, включаючи широкий спектр стилів анімації, від традиційної 2D-анімації до фотореалістичної 3D-CGI.
Анімація виконувалася студіями Unit Image, Red Dog Culture House, Able & Baker, Axis Studios, Platige Image, Atomic Fiction, Sony Pictures Imageworks, Passion Animation Studios, Elena Volk's Independent Studio, Blow Studio, Pinkman.TV, Studio La Cachette, Sun Creature Studio, та Digic Pictures та інші. Для кожного епізоду знімальна група зверталася до певних студій, аби переконатися, який сюжет краще підходить до стилю анімації.